# Varvsbranten

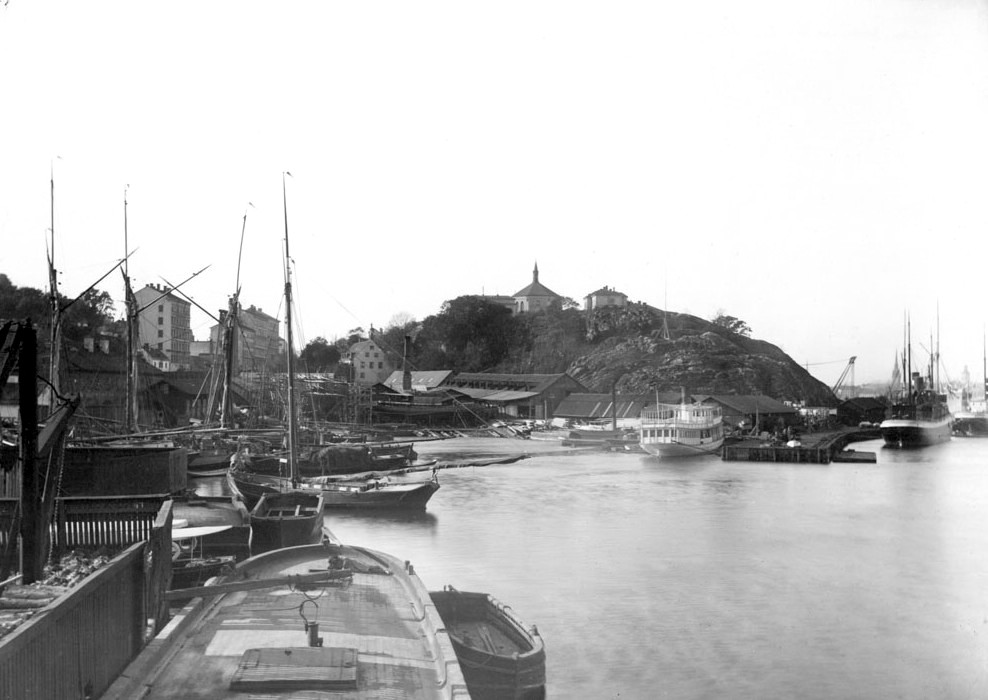
Tegelviken och Erstaklippan omkring 1880 innan Varvsbranten sprängdes.

Varvsbranten är  en drygt 20 meter hög bergsskärning på östra Södermalm i Stockholm. Varvsbranten ligger mellan Folkungagatan och övergången mellan Stadsgården till Londonviadukten. Branten är Erstaklippans tvära avslut mot öst. Varvsbranten var även namnet på en gata som planerades år 1924 under Erstaklippan.
Namnet härrör från den varvsverksamheten som fanns i den numera igenlagda Tegelviken.  År 1687 anlades Stockholms stora skeppsvarv i viken. Det hade sin verksamhet här under varierande former i mer än 200 år och fick till slut stängas eftersom Stadsgårdshamnen skulle utvidgas österut. Nedanför Varvsbrantens södra sida ligger ett ockrafärgat hus med årtalet 1748 på fasaden. Där bodde varvets skeppsbyggmästare.
På ett fotografi från 1880-talet ser man varvet och Stigbergets avslut mot öst, som då fortfarande var orörd och svagt sluttande sträckte sig ner mot varvsområdet. Uppe på berget syns byggnaderna för Ersta diakoni, bland annat Ersta kyrka som ritades år 1871 av arkitekten Per Ulrik Stenhammar.
Den 16 januari 1907 skedde Stockholmsvarvets sista sjösättning och i augusti 1910 invigdes den nya Stadsgårdshamnen och dess uppfartsväg till Folkungagatan. Dessförinnan hade Saltsjöbanan invigts (1 juli 1893). Saltsjöbanans  Stadsgårdstunneln mynnar mitt i Varvsbranten. För att kunna sammanföra Folkungagatan med Stadsgårdsleden och anlägga östra tunnelmynningen för Stadsgårdstunneln hade en stor del av bergets östra sida sprängts bort och Varvbranten var skapad.
En aktuell detaljplan från år 2005 behandlar sträckningen för Tvärbana Ost mellan anslutningen i Varvsbranten strax väster om Londonviadukten fram till Slussen. I den föreslås att den befintliga Stadsgårdstunneln tas ur drift och kan användas framöver som utrymningsväg från en ny spårtunnel.

## Bilder

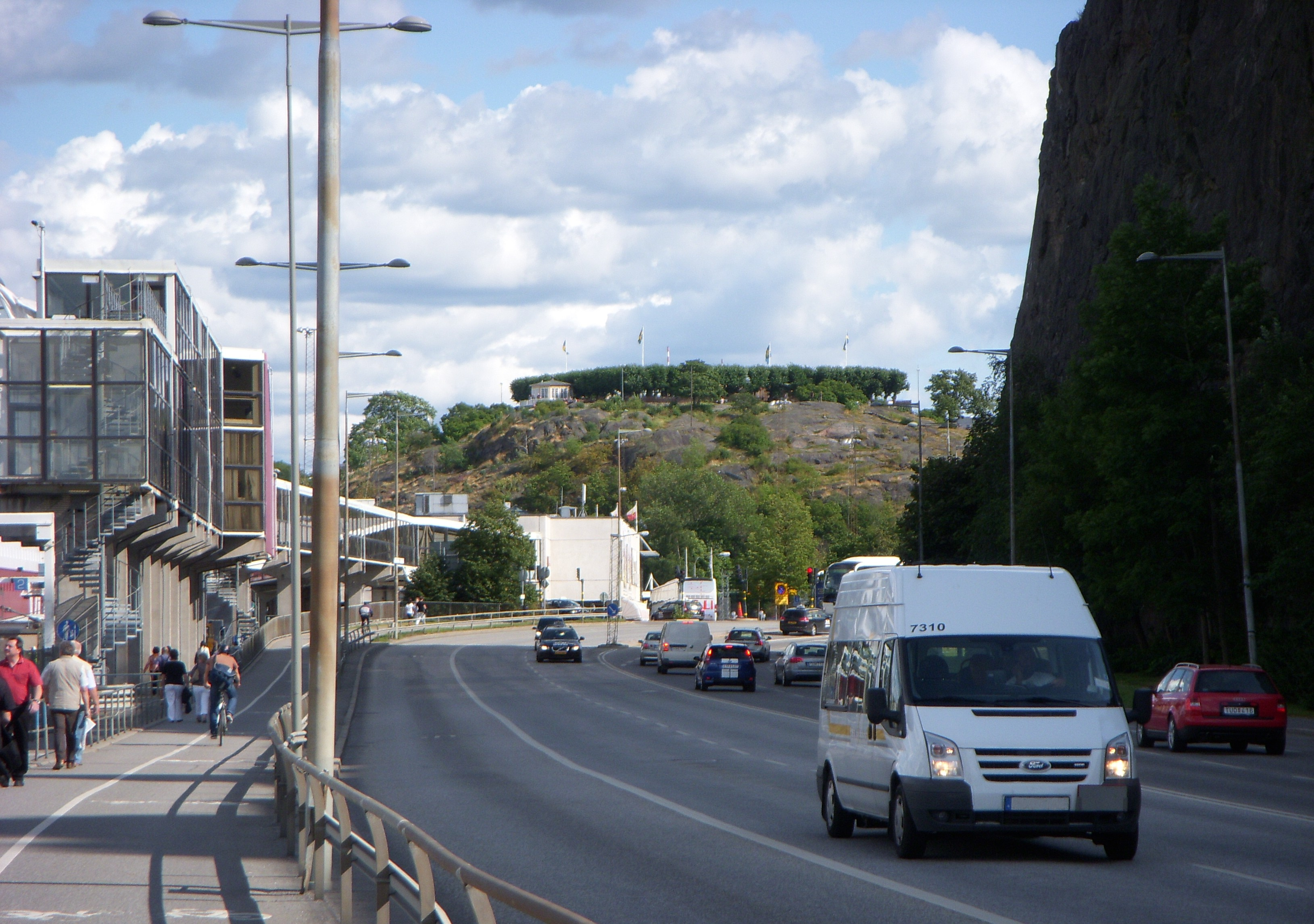
Varvsbrantens branta klippa, Fåfängan i bakgrunden
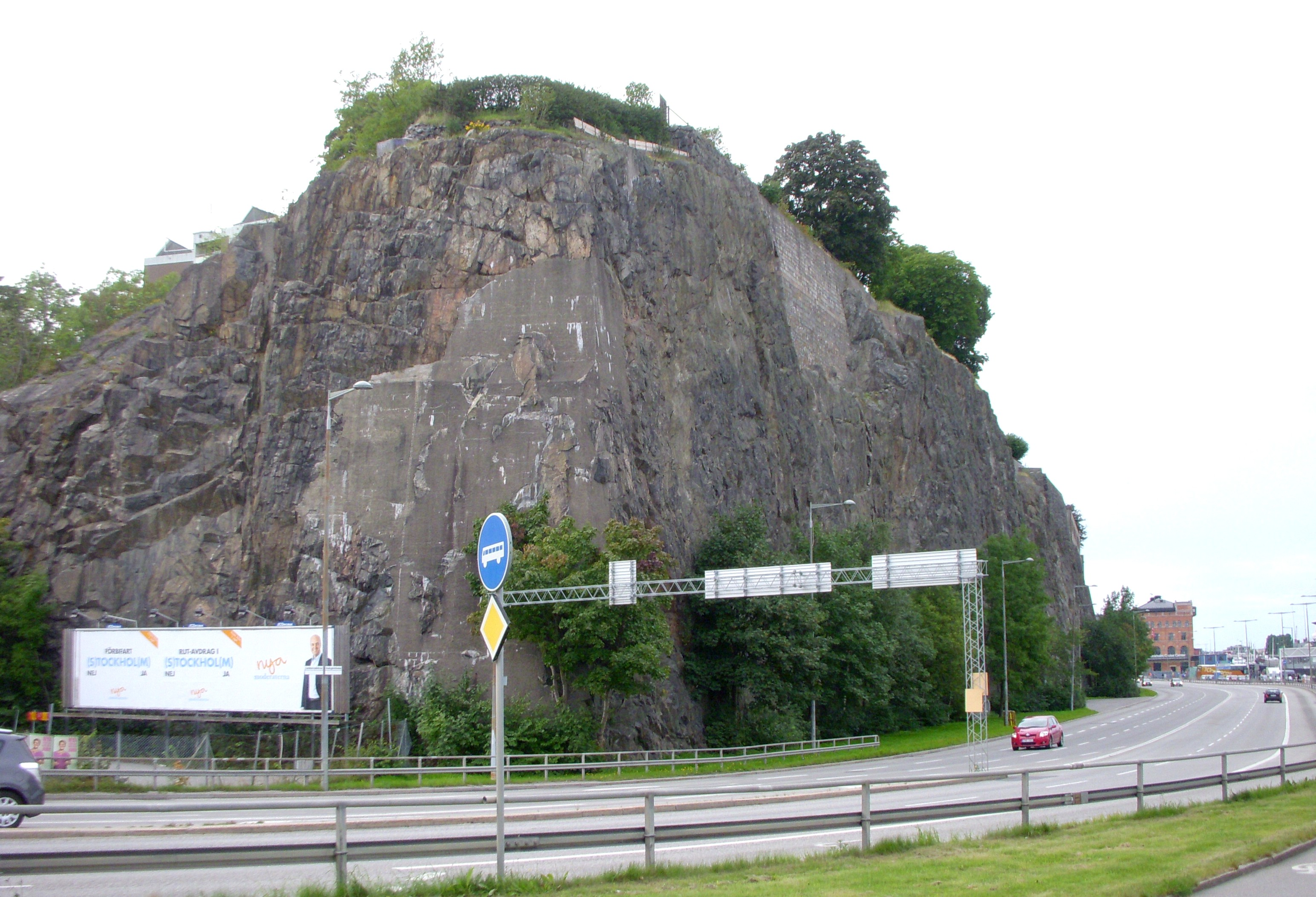
Varvsbranten, vy från Londonviadukten
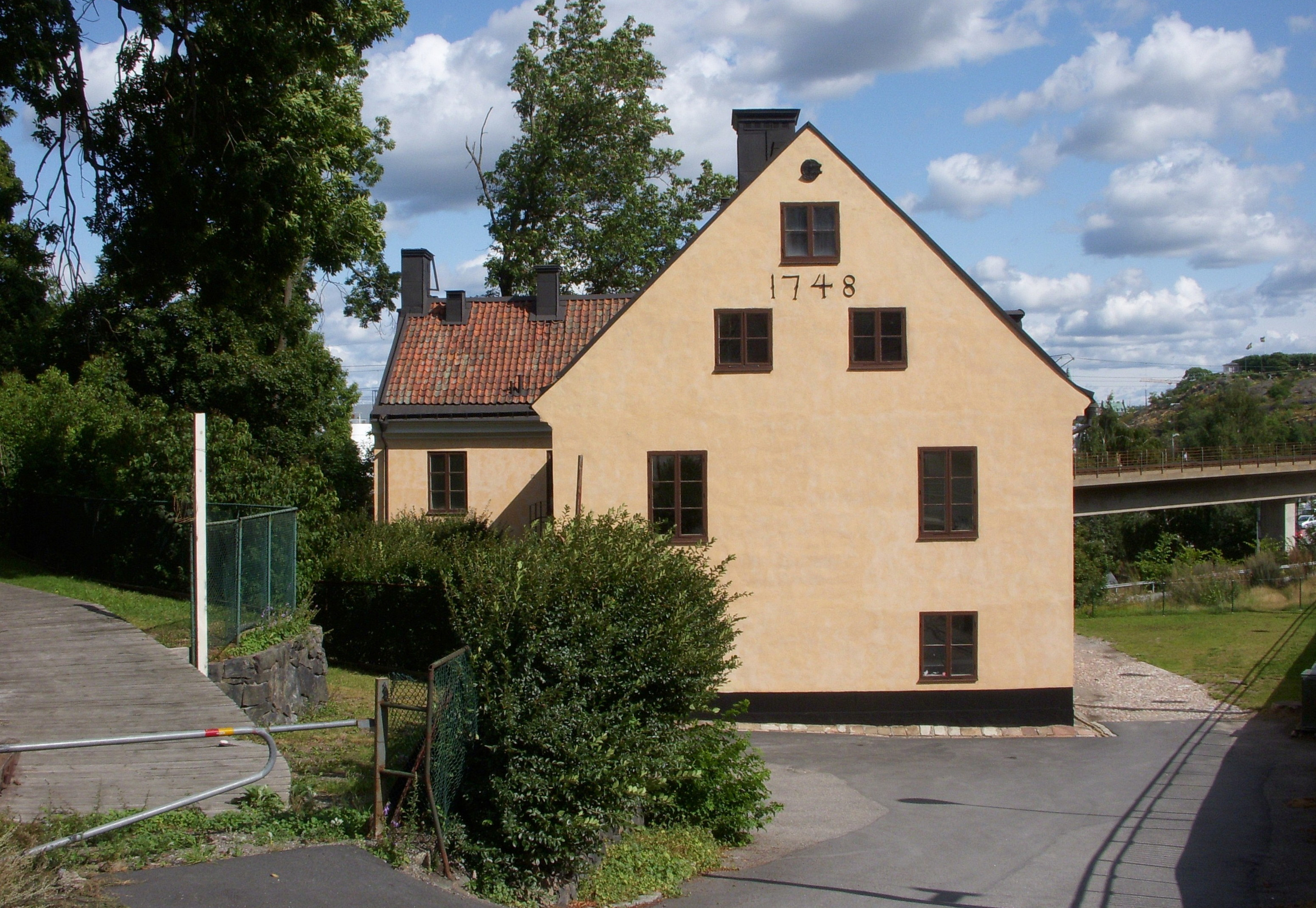
Skeppsbyggmästarbostället vid Varvsbranten
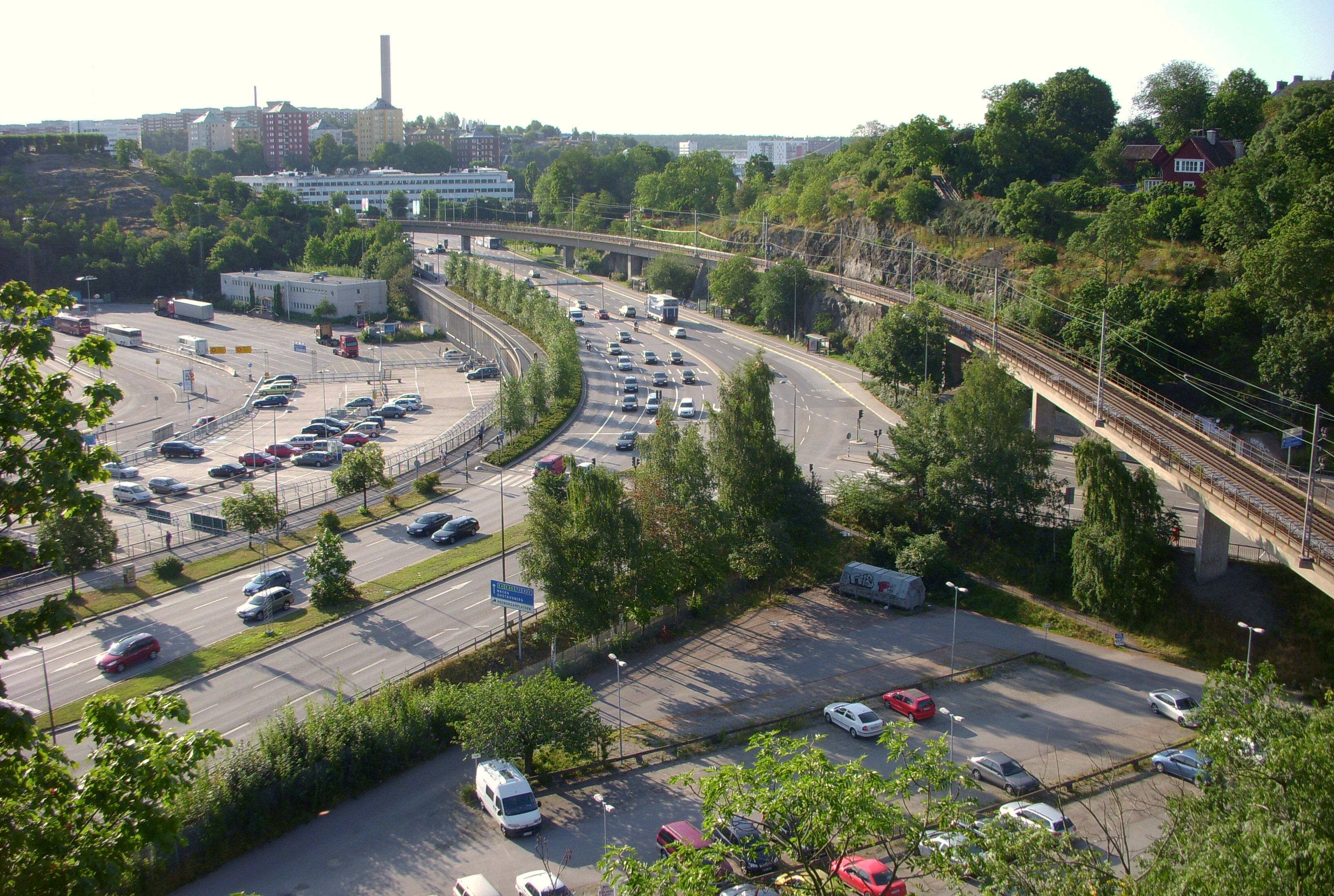
Vy från Varvsbranten österut över Londonviadukten